# لوري زيمر
لوري زيمر (بالإنجليزية: Laurie Zimmer)‏ هي ممثلة أمريكية، ولدت في عام 1950.

## وصلات خارجية
- لوري زيمر على موقع IMDb (الإنجليزية)
- لوري زيمر على موقع ألو سيني (الفرنسية)
- لوري زيمر على موقع قاعدة بيانات الفيلم (الإنجليزية)